# الصيف في المدينة
الصيف في المدينة هو فيلم من نوع دراما أُصدر في 1970. الفيلم من إخراج وسيناريو فيم فيندرز.

## القصة
تقع أحداث الفيلم في ميونخ وبرلين وأمستردام.

## طاقم التمثيل
- Libgart Schwarz  [لغات أخرى]‏
- Edda Köchl-König  [لغات أخرى]‏
- فيم فيندرز
- هانس زيشلر

## وصلات خارجية
- الصيف في المدينة على موقع IMDb (الإنجليزية)
- الصيف في المدينة على موقع ألو سيني (الفرنسية)
- الصيف في المدينة على موقع أول موفي (الإنجليزية)
- الصيف في المدينة على موقع فيلمافينيتي (الإسبانية)
- الصيف في المدينة على موقع قاعدة بيانات الفيلم (الإنجليزية)
- الصيف في المدينة على موقع ليتربوكسد (الإنجليزية)
- الصيف في المدينة على موقع كينوبويسك (الروسية)